# Aleksander Dobrzański (biskup)
Aleksander Dobrzański (ur. w marcu 1766, zm. 6 czerwca 1831) – duchowny rzymskokatolicki, biskup pomocniczy sandomierski w latach 1820–1831.

## Życiorys
Święcenia kapłańskie otrzymał w 1789. Był duszpasterzem w diecezji kieleckiej, w 1818 został jej administratorem. 17 grudnia 1819 został mianowany biskupem pomocniczym diecezji sandomierskiej i biskupem tytularnym Leontopolis. Sakrę biskupią przyjął 23 kwietnia 1820 z rąk Adama Prospera Burzyńskiego. Dziekan sandomierskiej kapituły katedralnej w 1829. Od 1830 pełnił funkcję administratora diecezji.